# Tamansari (Ampelgading)
Tamansari is een bestuurslaag in het regentschap Malang van de provincie Oost-Java, Indonesië. Tamansari telt 1528 inwoners (volkstelling 2010).